# Арбитраж (в передаче данных)
Арбитраж в компьютерных и телекоммуникационных системах — техническая процедура, обеспечивающая выбор передающего устройства среди нескольких, претендующих на использование шины или разделяемого канала передачи данных.
В российском ГОСТ Р 50304-92 Системы для сопряжения радиоэлектронных средств интерфейсные. Термины и определения термину даётся следующее определение:
арбитраж: Процедура определения абонента интерфейса с наивысшим приоритетом
В зависимости от конкретной сетевой технологии процедура арбитража может запускаться по факту обнаружения сетевой коллизии при передаче данных или превентивно, в момент попытки занятия шины одним из нескольких подключённых к ней передающих устройств.
Арбитраж может быть централизованным или децентрализованным.

## Реализация
Реализация процедуры арбитража, как правило, привязана к конкретному стандарту интерфейса передачи данных. Но некоторые такие процедуры получили широкую известность и применяются в сочетании со многими различными сетевыми технологиями. Среди них:
- Процедура разрешения коллизий в сетях Ethernet — CSMA/CD
- Процедура разрешения конфликта в сети Apple LocalTalk и различных беспроводных сетях передачи данных — CSMA/CA

В зависимости от конкретной техники реализации, процедура арбитража может затрачивать на себя часть пропускной способности сети, как это происходит с CSMA/CD, или быть недеструктивной, то есть не снижающей совокупную скорость передачи данных. Примером реализации подобной процедуры является арбитраж в шине CAN. При попытке одновременной передачи данных, конкурирующие контроллеры продолжают передачу бит за битом, одновременно прослушивая шину. В тот момент, когда один из контроллеров обнаруживает, что он пытается передавать единицу, в то время как его конкурент — ноль, считающийся более приоритетным сигналом, он прекращает менее приоритетную передачу и продолжает слушать шину, ожидая её освобождения.